# خورشیدگرفتگی ۲ اکتبر ۱۹۷۸
خورشیدگرفتگی ۲ اکتبر ۱۹۷۸ (به انگلیسی: Solar eclipse of October 2, 1978) یک خورشیدگرفتگی از نوع خورشیدگرفتگی جزئی است. این خورشیدگرفتگی در تاریخ ۲ اکتبر ۱۹۷۸ میلادی (‎۱۰ مهر ۱۳۵۷ خورشیدی) روی داد که زمان اوج آن، ساعت ۶:۲۸:۴۳ به‌وقت ساعت هماهنگ جهانی بوده‌است.